# The White Heron
The White Heron  è un cortometraggio muto del 1912. Il nome del regista non viene riportato nei credit del film prodotto dalla Champion Film Company di Mark M. Dintenfass.

## Produzione
Il film fu prodotto dalla Champion Film Company, una compagnia indipendente che Dintenfass aveva fondato nel 1909, stabilendone gli studi a Fort Lee, nel New Jersey.

## Distribuzione
Distribuito dall'Universal Film Manufacturing Company, il documentario - un cortometraggio di una bobina - uscì nelle sale cinematografiche USA il 30 dicembre 1912. Nelle proiezioni, veniva programmato con il sistema dello split reel, accorpato in un'unica bobina con un altro cortometraggio prodotto dalla Champion, la commedia The City Boarder.